# Architecture & Morality
"Architecture & Morality" – trzeci album studyjny angielskiego zespołu OMD, wyprodukowany przez Richarda Manwaringa i wydany 8 listopada 1981.

## Lista utworów
- Strona A:

1. "The New Stone Age" - 3:22
2. "She's Leaving" - 3:28
3. "Souvenir" - 3:39
4. "Sealand" - 7:47

- Strona B:

1. "Joan of Arc" - 3:48
2. "Joan of Arc (Maid of Orleans)" - 4:12
3. "Architecture and Morality (Instrumental)" - 3:43
4. "Georgia" - 3:24
5. "The Beginning and the End" - 3:48